# Scelio nigricoxa
Scelio nigricoxa är en stekelart som beskrevs av Alan Parkhurst Dodd 1914. Scelio nigricoxa ingår i släktet Scelio och familjen Scelionidae. Inga underarter finns listade i Catalogue of Life.